# Human. :II: Nature.
Human. :II: Nature. (стилизовано как HVMAN. :||: NATVRE., с англ. — «Человек. Природа» или «Человеческая природа») — девятый студийный и первый двойной альбом финской симфоник-метал-группы Nightwish. Вышел 10 апреля 2020 года на лейбле Nuclear Blast. На первом диске содержит девять песен, а на втором — одну, разделённую на восемь частей. Вторая половина альбома выполнена в жанре инструментальной оркестровой музыки без элементов метала.
Запись альбома проходила с августа по октябрь 2019 года в финском лагере Röskö, студии Petrax и британском замке Тройкингтон. Сведением занимались Микко Кармила в студии Finnvox, а также Туомас Холопайнен и Теро Киннунен. Мастеринг был выполнен также в студии Finnvox, за него отвечал Мика Юссила.
Human. :II: Nature. стал первым студийным альбомом Nightwish с Каем Хахто в качестве постоянного участника группы.

## Работа над альбомом
По завершении работы над Endless Forms Most Beautiful, в особенности песней «The Greatest Show on Earth», Туомас Холопайнен в течение 18 месяцев не мог сочинять для Nightwish ничего нового, так как ощущал себя творчески полностью выжатым. Преодолеть это состояние ему помог проект Auri, который в 2017 году он основал совместно со своей женой Йоханной Куркелой и коллегой Троем Донокли, пока Nightwish были в отпуске после тура в поддержку Endless Forms Most Beautiful. Послушав финальную версию дебютного альбома, одноимённого проекту, Холопайнен испытал прилив вдохновения для создания новой музыки Nightwish. Песни для следующего альбома группы он начал сочинять в октябре 2017 года.
Холопайнен продолжал писать песни на протяжении всего 2018 года, включая период гастрольного тура Decades: World Tour, который был посвящен 20-летию Nightwish. К концу года он определился с названием будущего альбома и всех песен. Музыка к этому времени уже была преимущественно готова. В начале 2019 года продолжалась работа на текстами песен. Аранжировкой Холопайнен занимался до конца весны. В мае он сделал демо для презентации новых песен остальным участникам группы, после чего они должны были приступить непосредственно к записи альбома.
Летом 2019 года на официальном сайте Nightwish вышло заявление, в котором Юкка Невалайнен сообщил об окончательном уходе из Nightwish в качестве барабанщика. Замещавший его Кай Хахто стал постоянным участником коллектива и участвовал в работе над новым альбомом.
Запись альбома началась в августе 2019 года в летнем лагере Röskö, расположенном в родном для Холопайнена Китеэ. Некоторые этапы записи проходили в студии Petrax и британском замке Тройкингтон, весь процесс занял несколько месяцев и завершился в октябре 2019 года. Сведением альбома занимались Микко Кармила в студии Finnvox, в Хельсинки, Туомас Холопайнен и Теро Киннунен. Мастеринг был выполнен также в студии Finnvox, за него отвечал Мика Юссила.
Как и в случае с предыдущими альбомами Nightwish, при записи Human. :II: Nature. использовался оркестр, однако работа с ним отличалась от прошлого опыта. По словам Холопайнена, оркестр является неотъемлемой частью музыки группы, но, по его ощущениям, на их предыдущем альбоме он был использован по максимуму, и теперь музыканту хотелось поискать новый подход к этому аспекту музыки.
В октябре 2019 года был снят клип на песню «Noise». Съёмки прошли в Хельсинки. Клип рассказывает о зависимости людей от технологий. Режиссером выступил Стобе Харью, снявший для группы фильм «Imaginaerum». Премьера видео состоялась 7 февраля 2020 года — в день запуска предзаказа альбома.
6 марта 2020 года вышли сингл «Harvest» и видео с текстом песни.
11 марта группа выпустила клип «Ad Astra», созданный в партнёрстве с благотворительной организацией World Land Trust, которая занимается сохранением находящихся под угрозой исчезновения лесов.

## Релиз
Human. :II: Nature. — первый двойной студийный альбом Nightwish. На первом диске содержится девять песен, а на втором — одна продолжительная, разделённая на восемь частей. В январе 2020 года группа представила альбом прессе.  Предзаказ альбома открылся 7 февраля, а релиз состоялся 10 апреля 2020 года на лейбле Nuclear Blast.

## Тур
Мировой гастрольный тур Nightwish в поддержку Human. :II: Nature должен был начаться с четырёх концертов в Китае в апреле 2020 года, однако группа перенесла на более позднее время их и некоторые концерты в других странах из-за пандемии COVID-19. 

## Список композиций
Слова и музыка всех песен — сочинены Туомасом Холопайненом. Песня «Shoemaker» посвящена Юджину Шумейкеру. В композиции «Anthropocene» использована мелодия хурритского гимна, написанного около 1200 года до н. э.
| №                   | Название            | Длительность |
| ------------------- | ------------------- | ------------ |
| 1.                  | «Music»             | 7:23         |
| 2.                  | «Noise»             | 5:40         |
| 3.                  | «Shoemaker»         | 5:19         |
| 4.                  | «Harvest»           | 5:13         |
| 5.                  | «Pan»               | 5:18         |
| 6.                  | «How’s the Heart?»  | 5:02         |
| 7.                  | «Procession»        | 5:31         |
| 8.                  | «Tribal»            | 3:56         |
| 9.                  | «Endlessness»       | 7:11         |
| Общая длительность: | Общая длительность: | 50:33        |

| №                   | Название                                        | Длительность |
| ------------------- | ----------------------------------------------- | ------------ |
| 1.                  | «Vista»                                         | 3:59         |
| 2.                  | «The Blue»                                      | 3:35         |
| 3.                  | «The Green»                                     | 4:42         |
| 4.                  | «Moors»                                         | 4:44         |
| 5.                  | «Aurorae»                                       | 2:07         |
| 6.                  | «Quiet as the Show»                             | 4:05         |
| 7.                  | «Anthropocene» (incl. «Hurrian Hymn to Nikkal») | 3:05         |
| 8.                  | «Ad Astra»                                      | 4:41         |
| Общая длительность: | Общая длительность:                             | 30:58        |

## Участники записи
Nightwish
- Флор Янсен — вокал
- Марко Хиетала — бас-гитара, вокал
- Эмппу Вуоринен — гитара
- Кай Хахто — ударные
- Трой Донокли — ирландская волынка, вокал
- Туомас Холопайнен — клавишные, сведение

Приглашённая певица
- Йоханна Куркела — речь в «Shoemaker»

Технический персонал
- Микко Кармила — сведение
- Теро Киннунен — сведение
- Мика Юссила — мастеринг

## Чарты
| Чарт (2020)                         | Пиковая позиция |
| ----------------------------------- | --------------- |
| Австралия (ARIA)                    | 7               |
| Австрия (Ö3 Austria)                | 2               |
| Бельгия/Валлония (Ultratop)         | 41              |
| Бельгия/Фландрия (Ultratop)         | 11              |
| Великобритания (UK Albums Chart)    | 28              |
| Венгрия                             | 2               |
| Германия (Offizielle Top 100)       | 1               |
| Италия (FIMI)                       | 45              |
| Канада (Canadian Albums Chart)      | 85              |
| Нидерланды (Album Top 100)          | 2               |
| Норвегия (VG-lista)                 | 4               |
| Польша (ZPAV)                       | 3               |
| Португалия (AFP)                    | 3               |
| США (Billboard 200)                 | 110             |
| Финляндия (Suomen virallinen lista) | 1               |
| Франция (SNEP)                      | 53              |
| Чехия (ČNS IFPI)                    | 4               |
| Швейцария (Schweizer Hitparade)     | 2               |
| Швеция (Sverigetopplistan)          | 11              |
| Шотландия (Scottish Albums Chart)   | 9               |
| Япония (Oricon)                     | 39              |